# Bente Nordby
Pour les articles homonymes, voir Nordby.
Bente Nordby est une footballeuse norvégienne née le 23 juillet 1974. Elle évolue au poste de gardienne de but. 
Nordby a été sacrée championne du monde en 1995 et a reçu la médaille d’Or aux Jeux olympiques de Sydney en 2000. 

## Biographie
Elle possède le nombre impressionnant de 172 sélections en équipe nationale. Sa première sélection remonte au 30 août 1991 lors d'un match face aux États-Unis alors qu'elle n'a que 17 ans.
À la fin de l'année 2007, Nordby rejoint l'Olympique lyonnais afin de pallier la grave blessure de Véronique Pons. À 33 ans, elle découvre ainsi le neuvième club de sa carrière.

## Palmarès
- Championne du monde en 1995 avec la Norvège
- Championne d'Europe en 1993 avec la Norvège
- Médaille d'Or aux Jeux olympiques de Sydney en 2000 avec la Norvège
- Médaille de bronze aux Jeux olympiques d'Atlanta en 1996 avec la Norvège
- Championne de Norvège en 1993 avec le FK Athene Moss
- Championne de Norvège en 2002 avec Kolbotn IL
- Vainqueur de la Coupe de Norvège en 2005 avec Asker FK
- Championne de France en 2008 et 2009 avec l'Olympique lyonnais.
- Vainqueur du Challenge de France féminin en 2008 avec Lyon.
- Demi-finaliste de la Coupe UEFA féminine en 2007-2008 et en 2008-2009 avec Lyon